# 미스터 홈즈
《미스터 홈즈》(영어: Mr. Holmes)는 2015년 개봉한 미스터리 영화이다. 미치 컬린의 셜록 홈스 소설 〈셜록 홈즈 마지막 날들〉을 바탕으로 빌 콘던이 연출하였다. 이언 매켈런 경이 홈스 역을 연기한다.

## 출연진
- 이언 매켈런 - 셜록 홈스 역
- 로라 리니 - 먼로 부인 역
- 마일로 파커 - 로저 역
- 사나다 히로유키 - 우메자키 다미키 역
- 로저 앨럼 - 배리 의사 역
- 프랜시스 데라투어 - 셔머 부인 역
- 해티 모러핸 - 앤 켈멋 역
- 필 데이비스 - 길버트 경위 역
- 패트릭 케네디 - 토머스 켈멋 역
- 프랜시스 바버 - 매티네이 공연 속 셔머 부인 역
- 니컬러스 로 - 매티네이 공연 속 셜록 홈스 역
- 허마이어니 코필드 - 매티네이 공연 속 앤 켈멋 역